# Дом, в котором…
«Дом, в котором…» — роман Мариам Петросян, опубликованный в 2009 году. Представляет собой яркое и своеобразное описание замкнутого социума, его характерных особенностей, нюансов адаптации новичка в сложившемся коллективе на примере интерната для детей с инвалидностью. Место и время действия намеренно абстрагированы, а в сюжете значимую роль играют фантастические мотивы.

## История создания
Книгу Мариам начала писать в 1991 году, но идея Дома, образы его героев появились раньше.
Самый первый [вариант], совсем не похожий на этот, был написан в конце восьмидесятых. Я начала писать о Доме, когда была ровесницей его героев. А рисовала их раньше, чем начала о них писать. Так что замысел и герои намного старше, чем сама книга.
У романа не было изначально заданного сюжета. Всё началось с простой истории: некий мальчик попадает в новое место, в чужое окружение. По словам Петросян, она придумывала героев, создавала им ситуации, и дальше они уже действовали сами, а она с интересом наблюдала за ними. И знакомилась с жителями Дома она вместе с новичком, который попал туда незадолго перед выпуском.
Я тогда писала одновременно три вещи. Одна — про мальчика, которого звали Эрик. У него был очень хороший отчим. Отчим и привёз его в этот дом. Вместе с ним я открывала Дом для себя — первым встретившимся мне персонажем был Бандерлог Лэри. Я решила, что он там главный. Потом Эрик познакомился с Чёрным, и я поняла, что нет, пожалуй, главный именно Чёрный. Потом появились Сфинкс, Слепой и все остальные.
В некоторых деталях сюжета нашли своё отражение эпизоды жизни писательницы. Она вспоминает, как в московский период своей жизни ей с мужем довелось пожить в двухкомнатной квартире, где обитали девять студентов-армян. Ребята спали в одной комнате, на ночь клали на пол матрасы, и в той квартире действовали установленные ими правила, например, не водить на ночь девчонок. Этот свод законов висел на стене, и его старались соблюдать.
Очень непростым был путь, который проделала книга, прежде чем попасть в издательство. В 1998 году Мариам подарила рукопись своей московской знакомой, а сын знакомой отдал книгу своему другу. Роман пролежал в столе у друга почти десяток лет, пока тот не собрался переезжать. Найдя книгу, он прочёл её, дал почитать брату, брат отдал подруге, а та — своему преподавателю вокала. У преподавателя брала уроки Шаши Мартынова, главный редактор издательства «Гаятри», и она решила прочесть рукопись. А прочитав, начала по этой же цепочке искать автора — ведь книга не была подписана. И в январе 2007 года раздался звонок из издательства.
На предложение напечатать книгу Мариам попросила время до сентября — для того, чтобы дописать финал. «Тогда мне казалось, что год это очень много. Этот год пролетел с ужасающей быстротой», — вспоминала писательница. Финал писался с трудом — попытки собрать сюжет во что-то цельное приводили к обрыву сюжетных нитей и дырам в изложении, а персонажи сопротивлялись и не хотели участвовать в финале, не желали расставаться и уходить в Наружность.
Название романа было изменено перед публикацией:
Книга называлась «Дом, который…». Тоже, конечно, не ахти что, но старое название для меня было говорящим и ассоциировалось с «Домом, который построил Джек». А новое ни с чем не ассоциируется. В издательстве Livebook объяснили, что нынешнее название предложил какой-то очень известный поэт — уж не знаю, кто именно.

## Сюжет
Юноша по кличке Курильщик ссорится со своей группой — образцово-показательными лицемерами и ябедами, и его переводят в другую. С этого момента и начинается его настоящее знакомство с Домом — интернатом для детей-инвалидов с более чем столетней историей, местом, полным тайн и мистики. Вместе с Курильщиком читатель знакомится с обитателями Дома, с его правилами и с установившимися традициями. Узнаёт, что всех обитателей, даже воспитателей и директоров, зовут только по кличкам, что до выпуска осталось меньше года, а страх перед «Наружностью» — тем, что находится за пределами Дома — таков, что ни один выпуск не проходит спокойно. Предыдущий выпуск, семь лет назад, стал самым страшным в истории Дома — выпускники, разделённые на две группировки, утопили Дом в крови.
Когда автор даёт возможность увидеть Дом глазами других воспитанников, оказывается, что существует параллельный мир, «изнанка дома». Что некоторые обитатели — Ходоки, они умеют уходить туда, исчезая в реальном мире, и возвращаться назад. А иных — Прыгунов — туда забрасывает, и вернуться они могут спустя дни и недели пребывания в коме в реальном мире, но прожив при этом многие годы там. Что директор не властен над воспитателем, воспитатель — над Слепым, а Слепой считает, что он не лидер в интернате, а лишь исполняет волю Дома.
С приближением развязки открывается всё больше неизвестного, и всё больше возникает вопросов. И главный вопрос для обитателей — уйти или остаться, ведь после этого выпуска Дом будет снесён. И одни выбирают уйти: уйти в Наружность и навсегда остаться в том мире, где они родились. А другие — остаться: остаться с Домом и уйти в иной, принадлежащий только им мир. Может быть, не навсегда.

## Основные персонажи

Рисунок Мариам Петросян

В основной период действия — в последний год перед выпуском — в Доме пять групп старших воспитанников. Первая — Фазаны, примерная группа колясочников (в книге используется слово колясник), в которой все сконцентрированы на учёбе и слежении за здоровьем и далеки от жизни остальных обитателей Дома. Вторая группа — Крысы, обладатели немыслимых причёсок, шумные и вспыльчивые, у них всегда с собой ножи или бритвы. Ученики третьей группы, Птицы, постоянно носят траур в память об умершем брате-близнеце их предводителя Стервятника, выращивают растения в горшках. В четвёртой группе, не имеющей своего названия, лидером является Слепой, он же считается вожаком всего Дома. Пятой группы в Доме нет; пятую и шестую комнату ввиду своей многочисленности занимает Шестая группа — Псы, которые ходят в кожаных ошейниках.
Девушки живут в другом крыле, разделены на три группы (либо же одна объединённая группа), и вплоть до самых последних месяцев существования Дома их жизнь мало пересекается с жизнью юношей.
- Слепой — вожак четвёртой и всего Дома. Невысокий, щуплый, очень бледный, черноволосый, с сильно отросшей, закрывающей глаза чёлкой и очень длинными, подвижными пальцами рук. Неопрятен. По природе слеп, но ловок и крайне опасен в битве один на один. Имеет склонность к ликантропии; персонаж, как и все здесь, с непростой судьбой и слишком ошеломляющим и тяжелым входом в подростковую жизнь. Является Ходоком.
- Сфинкс — безрукий; носит протезы, которые называет граблями. До своего Прыжка имел прозвище Кузнечик и уже тогда был близким другом Слепого. Зелёные глаза; в детстве у него были светлые волосы, отливающие рыжим, во время Прыжка полностью их потерял, как и брови («неизвестная инфекция»), остались только ресницы. Тонко чувствует людей и умеет слушать.
- Курильщик — колясочник. Не единственный основной персонаж, чьё имя упоминается в романе, — Эрик Циммерман (наряду со второстепенным Аром Гулем). Наиболее «нормальный» обитатель четвёртой.
- Шакал Табаки, когда-то носил кличку Вонючка — колясочник, однако в книге упоминается, что ноги его слушаются. Мелкий, тощий и очень грязный. Имеет тёмную, но не чёрную («среди колясников четвёртой брюнетов не было») лохматую шевелюру и огромные уши. Хранитель традиций Дома, знаток его истории.
- Лорд — колясочник, «медововолосый и сероглазый, красивый, как эльфийский король» с очень белой кожей, умеет быстро и изящно перемещаться без коляски. В Дом попал лишь за три года до выпуска и на момент начала действия уже имел максимально допустимое число предупреждений в личном деле — три.
- Чёрный, ранее носил кличку Спортсмен, а до того — Белобрысый. Имеет проблемы со зрением, но проявились они с взрослением, при описании его в детстве особо подчёркивается, что он не имел ни явных, ни скрытых заболеваний. Отдалён от традиций и понятий Дома, хотя живёт в нём давно, не понимает страха состайников перед Наружностью. Чёрный счёл нормальным сдать врачам впавшего в оцепенение в результате приёма наркотика Лорда, в то время как остальные из четвёртой группы сочли этот поступок немыслимым. Физически очень развит, занимается на тренажёрах. Светлые волосы ёжиком, голубые глаза.
- Македонский — попал в Дом за два года до выпуска. В детстве исполнял роль Ангела в культе, придуманном его дедом. После смерти деда жил с родственниками, которые не выдержали его сверхъестественных способностей, а также осаждавших их жилище поклонников культа, и пристроили мальчика в Дом. Инвалидом не являлся, но случались приступы эпилепсии. Цвет волос в романе не упоминался (сама Мариам Петросян утверждает, что он шатен), веснушки на руках и лице.
- Горбач — его милосердие распространяется как на животных, так и на жителей дома. Поэт, музыкант, его питомица — ворона Нанетта. Умеет играть на флейте. Горбат, у него по шесть пальцев на руках.
- Рыжий — вожак Крыс. Ярко-рыжие волосы, две татуировки: роза на щеке и Анубис на груди. Носит огромные зелёные очки. Ранее носил кличку Смерть.
- Стервятник — вожак Птиц. Ранее, на пару с братом-близнецом Максом, носил общую кличку Сиамец, но имел и отдельную — Рекс. Тощий, светловолосый, крючконосый и хромой. С собой всегда имеет связку ключей и отмычек, всегда в трауре, в его ушах уже нет места для серёг, а в его комнате — для новых цветов. Способен открыть любую дверь и подделать чей угодно почерк. С ним всегда Тень его покойного брата, из-за которой к нему никто не приближается.
- Лось — воспитатель, был убит при битве кланов накануне предыдущего выпуска. Синие глаза, серые волосы, нос с горбинкой, уже немолод. К нему были сильно привязаны Слепой и Сфинкс.
- Чёрный Ральф, или Р Первый — воспитатель. На левой руке отсутствуют два пальца, что прикрывает чёрной перчаткой. Как никто из воспитателей, близок к пониманию воспитанников и поэтому не боится быть зарезанным ночью. Вернулся в Дом перед выпуском, единственный из воспитателей видел предыдущий выпуск.

## Премии
- Русская премия — победитель в номинации «Крупная проза» (2009).
- «Большая книга» — 3 место в номинации «Приз зрительских симпатий» (2009).
- «Портал» — победитель в номинации «Открытие себя (имени В. И. Савченко)» (2010).
- «Странник» — победитель в номинации «Необычная идея» (2010)[5].
- «Студенческий Букер» (2010), «за умелое переплетение жанров, простоту стиля и необычность художественных средств»[6].
- Звёздный мост — Серебряный кадуцей в номинации «Дебютные книги» (2010).

## Отзывы
Таисия Бекбулатова говорила — "её я бы взяла с собой на необитаемый остров, если бы мне предложили выбрать одну книгу".

## Издания

### На русском языке
- Мариам Петросян. Дом, в котором… — М.: Гаятри / Livebook, 2009. — 960 с. — 5000 экз. — ISBN 978-5-9689-0174-3.

Издана в ноябре 2009 года тиражом 5000 экз. В 2010 и 2011 годах производились доптиражи по 5000 экз.
- Мариам Петросян. Дом, в котором… — М.: Гаятри / Livebook, 2014. — С. 1168. — ISBN 978-5-904584-73-3.

(комплект из 3 книг)
- Мариам Петросян. Дом, в котором… (иллюстрированное издание). — М.: Гаятри / Livebook, 2017. — 968 с. — 10 000 экз. — ISBN 978-5-9908081-0-2.

На 18-й Международной ярмарке интеллектуальной литературы Non/fictio№ в Москве 1 декабря 2016 года была представлена расширенная версия «Дома…», в которую вошли дополнительные фрагменты, существовавшие в изначальном варианте «Дома…», но вычеркнутые при редактуре; кроме того, одна из сцен в этом издании дана в другой редакции. Повествование проиллюстрировано рисунками фанатов. «Это будет, конечно, очень эклектично, но это будет соответствовать книге», — сказала Петросян на встрече с читателями в Петербурге 19 июля 2016 года.
- Мариам Петросян. Дом, в котором… (иллюстрированное издание). — М.: Гаятри / Livebook, 2017. — 992 с. — 10 000 экз. — ISBN 978-5-9908081-0-2.

Допечатка иллюстрированного издания, исправленная и дополненная: добавлена одна сцена в Кн. 1, а сцена в Кн. 3, данная в первом издании в другой редакции, здесь приведена в обоих вариантах.

### Переводы
- Mariam Petrosjan. La casa del tempo sospeso / Traduzione di Emanuela Guercetti. — Milano: Salani, 2011. — 880 с. — (Mondi fantastici Salani). — ISBN 978-8-8625-656-22. Архивировано 5 марта 2016 года.

Итальянский перевод представлен на прошедшей с 12 по 16 апреля 2011 года Туринской книжной ярмарке. Роман вышел под названием La casa del tempo sospeso — «Дом вне времени», «Дом с остановившимся временем». Автор перевода — Эмануэла Гуэрчетти. Книга поступила в продажу 5 мая
- Mariam Petrosyan. Abban a házban / Fordította Soproni András. — Magvető, 2012. — 808 с. — ISBN 978-9-631430004.

Венгерский перевод
- Mariam Petrosyan. Dom, w którym… / Tłumaczenie Jerzy Redlich. — Warszawa: Albatros, 2013. — 672 с. — ISBN 978-8378857785.

Польский перевод
- Mariama Petrosjana. Nams, kurā… / Tulk. Māra Poļakova. — Jāņa Rozes apgāds, 2013. — 766 с. — ISBN 978-9984234328.

Латышский перевод
- Mariam Petrosjan. La casa de los otros / Traducción de Xenia Dyakonova. — Edhasa, 2015. — ISBN 978-8-435012355.

Испанский перевод
- Mariam Petrosyan. La Maison dans laquelle / Traduction Raphaëlle Pache. — Mr. Toussaint Louverture editions, 2016. — 960 с. — ISBN 979-1-090724990.

Французский перевод. Избран лучшей книгой 2016 года в номинации «Фантастика/фэнтези» журналом «Чтение» («Lire»), также вошёл в короткий лист премии «Grand Prix de l’Imaginaire»
- Маријам Петросјан. Домот во кој… / превод: Ѓорѓи Крстевски. — Скопје: Антолог, 2016. — 848 с. — ISBN 978-608-243-165-9.

Перевод на македонский язык
- Mariam Petrosjanová. Dům, ve kterém… / Překlad Konstantin Šindelář. — Fragment, 2016—2017. — 328+344+432 с. — ISBN 978-80-253-2905-4; 978-80-253-3123-1; 978-80-253-3324-2.

Чешский перевод. Напечатан в трех томах.
- Mariam Petrosyan. The Gray House / Translated by Yuri Machkasov. — AmazonCrossing, 2017. — 732 с. — ISBN 978-1-503942813.

Английский перевод. Вошёл в короткий лист премии «Read Russia» за лучший перевод книги с русского на английский язык.
- Маріам Петросян. Дім, в якому... / пер. М. Кіяновська. — Київ: Книголав, 2019. — 480 с. — ISBN 978-617-7563-73-9.

Украинский перевод.
- Мариам Петросян. Домът, в който.../ Превод: Нели Пигулева. — София, Издателство «Хермес», 2020—2022. — 288+304+384 с. — ISBN 9789542617396; 9789542617570; 9780002607308

Болгарский перевод.